# Jaegerina luzonensis
Jaegerina luzonensis är en bladmossart som beskrevs av Brotherus 1913. Jaegerina luzonensis ingår i släktet Jaegerina och familjen Pterobryaceae. Inga underarter finns listade i Catalogue of Life.